# Chloropoea victoris
Chloropoea victoris är en fjärilsart som beskrevs av Eltringham 1929. Chloropoea victoris ingår i släktet Chloropoea och familjen praktfjärilar. Inga underarter finns listade i Catalogue of Life.